# Albert Smallenbroek (architect)

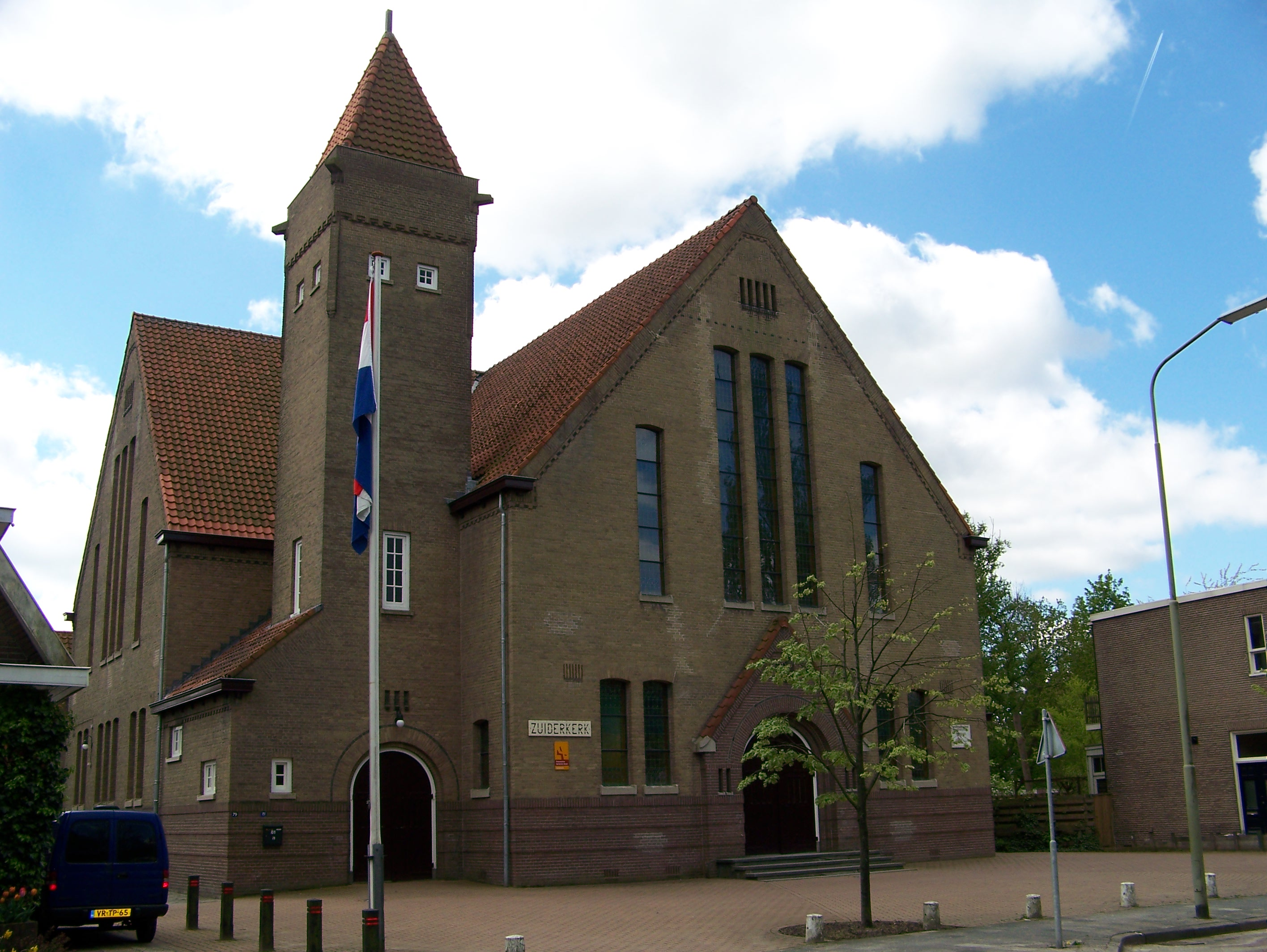
Zuiderkerk, Assen

Albert Smallenbroek (Veenhuizen, 5 januari 1880 - Assen, 8 juni 1959) was een Nederlandse aannemer en architect.
Smallenbroek (ook vermeld als 'A. Smallenbroek Jzn.') was een zoon van architect Jan Smallenbroek. Hij trouwde in 1908 met schippersdochter Grietje Vos (1884-1983). Zij zijn de ouders van Jan Smallenbroek (1909-1974), die onder meer minister van Binnenlandse Zaken was en Albert Smallenbroek (1926-2016) die burgemeester is geweest.
Hij was naast architect bestuurslid van de Assense bouwvereniging BOAZ. Zijn bekendste bouwwerk is de Zuiderkerk, met kosterswoning, in Assen. Smallenbroek overleed in Assen en werd er begraven op de Noorderbegraafplaats.

## Bouwwerken
| Jaartal     | Locatie                      | Omschrijving                            |
| ----------- | ---------------------------- | --------------------------------------- |
| 1906        | Assen, Vaart NZ 72           | woonhuis (gemeentelijk monument)        |
| 1909        | Assen, Wilhelminastraat 9-11 | dubbel woonhuis (gemeentelijk monument) |
| 1923 - 1925 | Assen, Zuidersingel 81       | Zuiderkerk (rijksmonument)              |